# Composition des équipes du Championnat de France masculin de handball 1993-1994
Cet article liste les compositions des équipes participantes au Championnat de France masculin de handball 1993-1994.

## Girondins de Bordeaux
| no | Joueur              | Naiss. | Poste    | Taille | Poids  |
| -- | ------------------- | ------ | -------- | ------ | ------ |
| 1  | Patrick Bos         | 1967   | Gardien  | 1,80 m | 89 kg  |
| 3  | Christian Loss      | 1969   | Ailier   | 1,87 m | 80 kg  |
| ?  | Olivier Maurelli    | 1970   | Arrière  | 1,89 m | 85 kg  |
| 13 | Bruno Rios          | 1964   | D-Centre | 1,77 m | 74 kg  |
| 2  | Bruno Seguin        | 1961   | Arrière  | 1,93 m | 98 kg  |
| ?  | Franck Brachet      | 1971   | Arrière  | 1,98 m | 104 kg |
| ?  | François Lallet     | 1970   | Ailier   | 1,80 m | 71 kg  |
| 5  | Jean-Michel Serinet | 1956   | Arrière  | 1,87 m | 80 kg  |
| ?  | Raoul Fonkeu        | 1972   | Ailier   | 1,80 m | 81 kg  |
| 12 | Fabien Arriubergé   | 1974   | Gardien  | 1,90 m | 97 kg  |
| 8  | Lionel Marty        | 1973   | Ailier   | 1,83 m | 79 kg  |
| 17 | Sébastien Figue     | 1973   | Arrière  | 1,91 m | 85 kg  |
| 15 | Olivier Bouquin     | 1973   | D-Centre | 1,79 m | 69 kg  |
| ?  | Mickaël Arquez      | 1974   | Pivot    | 1,92 m | 88 kg  |

- Entraineurs : Boro Golić, Michel Proeres.
- Départs : Jérôme Chauvet (USAM Nîmes 30), Laurent Jaubert (HBC Carcassonne), Eric Sandre (arrêt), Marc Senechau (US Créteil), Kenn Eiberg Jørgensen (Danemark), Franck Perchicot (Cauderan), Marc Wiltberger (Montpellier Hb).
- Arrivées : François Lallet (USCC Saintes), Olivier Maurelli (OM Vitrolles), Jean-Michel Serinet (Cestas).

## US Créteil
| no | Joueur            | Naiss. | Poste     | Taille | Poids |
| -- | ----------------- | ------ | --------- | ------ | ----- |
| ?  | Ermin Velić       | 1959   | Gardien   | 1,94 m | 92 kg |
| ?  | Damien Pellier    | 1967   | Gardien   | 1,92 m | 89 kg |
| ?  | Ivan Cop          | 1970   | Arrière D | 1,93 m | 88 kg |
| ?  | Thierry Thoni     | 1971   | Ailier D  | 1,76 m | 74 kg |
| ?  | Ludovic Karsenty  | 1971   | Ailier G  | 1,80 m | 76 kg |
| ?  | Kamel Remili      | 1968   | D-Centre  | 1,84 m | 80 kg |
| ?  | Vadim Vassiliev   | 1966   | Arrière G | 1,98 m | 95 kg |
| ?  | Abdelaziz Mihoubi | 1965   | Arrière D | 1,96 m | 96 kg |
| ?  | Mickaël Lobanoff  | 1966   | Pivot     | 1,78 m | 78 kg |
| ?  | Marc Senechau     | 1968   | Ailier G  | 1,82 m | 76 kg |
| ?  | David Néguédé     | 1962   | D-Centre  | 1,82 m | 78 kg |
| ?  | Jérôme Pierron    | 1974   | Gardien   | 1,90 m | 82 kg |
| ?  | Stéphane Paul     | 1972   | Pivot     | 1,94 m | ? kg  |
| ?  | Oliver Todorovic  | 1972   | Arrière G | 1,90 m | ? kg  |

- Entraineurs : Christophe Esparre, Bernard Boutellier.
- Départs : Philippe Longerinas (Saint-Brice Val-d'Oise), Pascal Champenoy (PSG-Asnières), Alexandre Modena (arrêt), Pepi Manaskov (Allemagne), Jean-Charles Spinasse (US Ivry), Stéphane Cordinier (PSG-Asnières), Marc-Henri Bernard (arrêt).
- Arrivées : Mickaël Lobanoff (Aix U.C.), Abdelaziz Mihoubi (Conflans), David Néguédé (US Dunkerque), Marc Senechau (Girondins de Bordeaux), Vadim Vassiliev (US Ivry).

## US Dunkerque
| no | Joueur             | Naiss. | Poste   | Taille | Poids |
| -- | ------------------ | ------ | ------- | ------ | ----- |
| 1  | Dragan Mladenović  | 1963   | Gardien | 1,89 m | 84 kg |
| 3  | Cédric Pinon       | 1971   | Arrière | 1,90 m | 84 kg |
| 5  | Joseph Rabita      | 1970   | Ailier  | 1,75 m | 68 kg |
| 6  | Arnaud Nita        | 1971   | Arrière | 2,02 m | 88 kg |
| 7  | Olivier Histre     | 1961   | Arrière | 1,85 m | 85 kg |
| 8  | Franck Deheunynck  | 1969   | Pivot   | 1,86 m | 88 kg |
| 9  | Arnaud Deprez      | 1973   | Ailier  | 1,90 m | 84 kg |
| 14 | Frédéric Pommelet  | 1973   | Arrière | 1,86 m | 82 kg |
| 17 | Grégory Lecu       | 1973   | Pivot   | 1,80 m | 80 kg |
| 18 | Mohamed Diagne     | 1972   | Arrière | 1,87 m | 78 kg |
| 12 | Christian Bertreux | 1972   | Gardien | 1,98 m | 85 kg |

- Entraineur : Jean-Louis Herbet.
- Départs : Patrick Buzaud (Belgique), Christophe Néguédé (Lille Villeneuve d'Ascq), Didier Techer (Sporting Toulouse), David Néguédé (US Créteil), Martial Sgrazzutti (US Forbach), Jean-Marc Barthelemy (PSG-Asnières), Philippe Debureau (Nice), Olivier Cochennec (Billy Montigny).
- Arrivées : Arnaud Deprez (Lille Villeneuve d'Ascq), Mohamed Diagne (HBC Sedan), Cédric Pinon (HBCM St-Pol-sur-Mer), Joseph Rabita (PSG-Asnières).

## USM Gagny 93
| no | Joueur              | Naiss. | Poste     | Taille | Poids |
| -- | ------------------- | ------ | --------- | ------ | ----- |
| 1  | Frédéric Perez      | 1961   | Gardien   | 1,92 m | 92 kg |
| 12 | Daniel Paruta       | 1971   | Gardien   | 1,93 m | 92 kg |
| 3  | Franck Maurice      | 1971   | Ailier G  | 1,78 m | 71 kg |
| 5  | Emmanuel Nyogog     | 1972   | Arrière G | 1,85 m | 83 kg |
| 6  | Lionel Geoffroy     | 1972   | Arrière G | 1,98 m | 86 kg |
| 7  | Stéphane Plantin    | 1971   | Ailier D  | 1,82 m | 66 kg |
| 8  | Patrick Lepetit     | 1966   | D-Centre  | 1,96 m | 90 kg |
| 9  | Gaël Monthurel      | 1966   | Pivot     | 1,83 m | 96 kg |
| 10 | Arnoldas Čepulis    | 1966   | Arrière G | 1,96 m | 96 kg |
| 11 | Aleksandar Knežević | 968    | Arrière D | 1,89 m | 83 kg |
| 13 | Frédéric Poiraud    | 1968   | Pivot     | 1,80 m | 73 kg |
| 15 | Joël Abati          | 1970   | Arrière D | 1,90 m | 85 kg |
| 17 | Benoit Akakpo       | 1972   | Ailier G  | 1,81 m | 72 kg |
| 18 | Yann Germain        | 1972   | Ailier D  | 1,85 m | 82 kg |

- Entraineurs : Jean-Paul Krumbholz, Jean-Michel Germain.
- Départs : Jean-Louis Auxenfans (UMS Pontault-Combault), Jean-Luc Caillard (CSM Livry-Gargan), Siadjan Nedovic (Autriche), Éric Cailleaux (JAD Villemomble), Jean-Christian Klethi (Sucy-En-Brie).
- Arrivées : Aleksandar Knežević (Étoile rouge de Belgrade), Lionel Geoffroy (OM Vitrolles), Patrick Lepetit (HB Vénissieux Rhône Alpes), Gaël Monthurel (HB Vénissieux Rhône Alpes).

## US Ivry
| no | Joueur                | Naiss. | Poste      | Taille | Poids |
| -- | --------------------- | ------ | ---------- | ------ | ----- |
| 1  | Jean-Luc Thiébaut     | 1960   | Gardien    | 1,85 m | 90 kg |
| 12 | Jacques Flury         | 1965   | Gardien    | 1,88 m | 85 kg |
| 2  | Jean-Marc Poinsot     | 1964   | D-Centre   | 1,87 m | 89 kg |
| 3  | Serge Laurain         | 1967   | Arrière    | 1,93 m | 94 kg |
| 4  | Frantz Wagner         | 1967   | Ailier D   | 1,78 m | 80 kg |
| 5  | Alain Graillot        | 1967   | Av. Centre | 1,80 m | 88 kg |
| 6  | Raoul Prandi          | 1969   | Arrière    | 1,90 m | 90 kg |
| 7  | Daniel Hager          | 1963   | Ailier G   | 1,90 m | 89 kg |
| 9  | Jean-Charles Spinasse | 1972   | D-Centre   | 1,84 m | 96 kg |
| 10 | Vassili Koudinov      | 1969   | Arrière G  | 1,97 m | 96 kg |
| 14 | Manuel Blin           | 1969   | Av. Centre | 1,97 m | 98 kg |
| 15 | Andreï Kovalev        | 1966   | Arrière D  | 1,91 m | 88 kg |

- Entraineurs : Valery Sidorenko, Jean-Luc Druais.
- Départs : Patrick Joas (RSC Montreuil), Tomislav Križanović (Villeurbanne HC), Irfan Smajlagić (USAM Nîmes 30), Vadim Vassiliev (US Créteil).
- Arrivées : Vassili Koudinov (Astrakhan), Andreï Kovalev (Saint Pétersbourg), Jean-Charles Spinasse (US Créteil).

## CSM Livry-Gargan
| no | Joueur                 | Naiss. | Poste        | Taille | Poids |
| -- | ---------------------- | ------ | ------------ | ------ | ----- |
| 1  | Andreï Lavrov          | 1962   | Gardien      | 1,97 m | 93 kg |
| 12 | Alain Chiffray         | 1962   | Gardien      | 1,87 m | 83 kg |
| 15 | Edouard N'Doumbe       | 1968   | Ailier G     | 1,85 m | 78 kg |
| 8  | Emmanuel Courteaux     | 1975   | Ailier G     | 1,82 m | 73 kg |
| 10 | Sylvain Piscina        | 1967   | Ailier G, P. | 1,78 m | 79 kg |
| 18 | Arthur Samy            | 1971   | Arrière G    | 1,90 m | 81 kg |
| 6  | Philippe Grillard      | 1960   | D-Centre     | 1,85 m | 91 kg |
| 3  | François-Xavier Houlet | 1969   | Dc, Arr G    | 1,88 m | 87 kg |
| 11 | Janos Csuvarski        | 1964   | Arrière D    | 2,01 m | 97 kg |
| 4  | Philippe Schaaf        | 1968   | Arrière D    | 1,96 m | 92 kg |
| 14 | Sylvain Cloarec        | 1971   | Ailier D     | 1,86 m | 81 kg |
| 19 | Jean-Luc Caillard      | 1970   | Pivot        | 1,85 m | 83 kg |
| 9  | Olivier Girault        | 1973   | Ailier G     | 1,83 m | ?? kg |
| 17 | Philippe Prigent       | 1974   | ?            | 1,?? m | ?? kg |

- Entraineurs : Philippe Donatien, Louis Gatelet.
- Départs : Dominique Charvin, Marc Watteeuw (Torcy), Eric Maillot (Massy 91 Finances), Dejan Stanojevic, Dominique Deschamps (arrêt).
- Arrivées : Jean-Luc Caillard (USM Gagny 93), Andreï Lavrov (Tus 04 Dansenberg), Philippe Schaaf (UMS Pontault-Combault), Olivier Girault (US Vaires ?)

## Massy 91 Finances
| no | Joueur             | Naiss. | Poste        | Taille | Poids  |
| -- | ------------------ | ------ | ------------ | ------ | ------ |
| 1  | Philippe Médard    | 1959   | Gardien      | 1,85 m | 81 kg  |
| 3  | Éric Maillot       | 1963   | Pivot        | 1,87 m | 91 kg  |
| 4  | Frédéric Pons      | 1972   | Arrière G.   | 1,93 m | 90 kg  |
| 5  | Samuel Ricard      | 1968   | D C, Arr. G  | 1,93 m | 86 kg  |
| 6  | Laurent Mathieu    | 1966   | Ailier D     | 1,83 m | 78 kg  |
| 8  | Denis Tristant     | 1964   | Ail D, Arr D | 1,80 m | 82 kg  |
| 9  | Constantin Ştefan  | 1965   | Pivot, Arr D | 1,91 m | 89 kg  |
| 10 | Franck Collotroc   | 1967   | Arrière D    | 20 m   | 100 kg |
| 11 | Jame Coutinho      | 1969   | Ailier G     | 1,79 m | 83 kg  |
| 13 | Christophe Mazel   | 1967   | Ailier G     | 1,85 m | 81 kg  |
| 14 | Christophe Fardini | 1966   | D C, Arr G   | 1,84 m | 82 kg  |
| 15 | Hugues Moreau      | 1966   | Arrière G    | 1,97 m | 94 kg  |
| 7  | Cyril Happe        | 1972   | Arrière D    | 1,88 m | 88 kg  |
| 12 | Christophe Carnet  | 1972   | Gardien      | 1,83 m | 82 kg  |

- Entraineurs : Armand Steiger, Gilles Lenaff.
- Départs : Fabrice Mallet, Jean-Pierre Aboilard (Paray Vieille Poste).
- Arrivées : Eric Maillot (CSM Livry-Gargan).

## Montpellier Handball
| no | Joueur             | Naiss. | Poste   | Taille | Poids |
| -- | ------------------ | ------ | ------- | ------ | ----- |
| 2  | Christian Csak     | 1965   | Arrière | 1,90 m | 84 kg |
| 3  | Pascal Mahé        | 1963   | Arrière | 1,96 m | 96 kg |
| 5  | Grégory Anquetil   | 1970   | Avant   | 1,80 m | 77 kg |
| 6  | Michel Téoule      | 1963   | Arrière | 1,93 m | 92 kg |
| 7  | Davor Brkljacić    | 1963   | Arrière | 1,92 m | 85 kg |
| 8  | Frédéric Anquetil  | 1967   | Avant   | 1,82 m | 78 kg |
| 9  | Željko Anić        | 1961   | Arrière | 1,88 m | 90 kg |
| 11 | Patrick Teyssier   | 1965   | Arrière | 1,83 m | 83 kg |
| 12 | Fathi Belkhir      | 1967   | Gardien | 1,86 m | 86 kg |
| 14 | Marc Wiltberger    | 1969   | Arrière | 1,93 m | 90 kg |
| 15 | Andrej Golić       | 1974   | Avant   | 1,83 m | 80 kg |
| 16 | Igor Tchoumak      | 1964   | Gardien | 1,96 m | 96 kg |
| 10 | Laurent Puigségur  | 1972   | Avant   | 1,84 m | 85 kg |
| 13 | Christophe Rouvier | 1972   | Avant   | 1,84 m | 74 kg |

- Entraineur : Guy Petitgirard.
- Départs : Yann Quintin (Aix UC), Frédéric Cambours (Angers Noyant HBC), Fabrice Grasset (Frontignan).
- Arrivées : Marc Wiltberger (Girondins de Bordeaux).

## USAM Nîmes 30
| no | Joueur              | Naiss. | Poste    | Taille | Poids  |
| -- | ------------------- | ------ | -------- | ------ | ------ |
| 17 | Christophe Chagnard | 1966   | Ailier   | 1,83 m | 83 kg  |
| 3  | Jérôme Chauvet      | 1969   | Pivot    | 1,90 m | 95 kg  |
| 8  | Philippe Courbier   | 1963   | Pivot    | 1,82 m | 85 kg  |
| 12 | Yohann Delattre     | 1968   | Gardien  | 1,85 m | 87 kg  |
| 14 | Gilles Derot        | 1963   | D-Centre | 1,86 m | 82 kg  |
| 11 | Frédéric Échivard   | 1967   | D-Centre | 1,80 m | 78 kg  |
| 16 | Christian Gaudin    | 1967   | Gardien  | 1,96 m | 88 kg  |
| 7  | Nikola Grahovac     | 1963   | Pivot    | 1,98 m | 104 kg |
| 2  | Guéric Kervadec     | 1972   | Pivot    | 1,98 m | 104 kg |
| 6  | Denis Lathoud       | 1966   | Arrière  | 1,98 m | 104 kg |
| 10 | Alain Portes        | 1961   | Ailier   | 1,77 m | 73 kg  |
| ?  | Lionel Renaudeau    | ?      | Gardien  | ? m    | ? kg   |
| 9  | Zlatko Saračević    | 1961   | Arrière  | 1,88 m | 100 kg |
| 4  | Irfan Smajlagić     | 1961   | Ailier   | 1,85 m | 86 kg  |
| 18 | Stéphane Stoecklin  | 1969   | Al/Ar    | 1,85 m | 91 kg  |

- Entraineur : Jean-Paul Martinet.
- Départs : Yann Balmossière (Montpellier Handball rés.), Jérôme Lacombe (Montpellier Handball), Sébastien Gayraud (Montpellier Handball).
- Arrivées : Jérôme Chauvet (Girondins de Bordeaux), Yohann Delattre (Lille Villeneuve d'Ascq), Guéric Kervadec (HB Vénissieux Rhône Alpes), Irfan Smajlagić (US Ivry).

## PSG-Asnières
| no | Joueur               | Naiss. | Poste    | Taille | Poids  |
| -- | -------------------- | ------ | -------- | ------ | ------ |
| 1  | Luderce Spincer      | 1960   | Gardien  | 1,83 m | 82 kg  |
| 12 | Dejan Lukić          | 1962   | Gardien  | 1,96 m | 100 kg |
| 11 | Jean-Marc Barthelemy | 1965   | Arrière  | 1,92 m | 98 kg  |
| 4  | Patrick Cazal        | 1971   | Arrière  | 1,86 m | 90 kg  |
| 13 | Bernard Latchimy     | 1971   | Arrière  | 1,94 m | 92 kg  |
| 3  | Stéphane Moualek     | 1970   | D-Centre | 1,80 m | 89 kg  |
| 9  | Nenad Peruničić      | 1971   | Arrière  | 2,04 m | 102 kg |
| 7  | Frédéric Guignard    | 1966   | Ailier   | 1,83 m | 72 kg  |
| 6  | Franck Certeaux      | 1968   | Ailier   | 1,81 m | 76 kg  |
| 8  | Pascal Champenoy     | 1968   | Pivot    | 1,87 m | 82 kg  |
| 5  | Stéphane Cordinier   | 1970   | Ailier   | 1,80 m | 75 kg  |
| ?  | Stéphane Thisse      | 1972   | Arrière  | 1,90 m | 76 kg  |
| ?  | Vincent Navarro      | 1972   | D-Centre | 1,81 m | 78 kg  |

- Entraineur : Patrice Canayer.
- Départs : Pascal Boudsocq (Saint-Brice Val-d'Oise 95), Thierry Delalande (US Vaires), Júlíus Jónasson (Bidasoa Irun), Yves Isnard (RCS Montreuil), Ion Mocanu (Villeurbanne HC), Benjamin Coudry (Dreux A.C.), Joseph Rabita (US Dunkerque).
- Arrivées : Jean-Marc Barthelemy (US Dunkerque), Pascal Champenoy (US Créteil), Stéphane Cordinier (US Créteil), Dejan Lukić (HB Vénissieux Rhône Alpes), Nenad Peruničić (Étoile rouge de Belgrade).

## Saint-Brice Val-d'Oise 95
| no | Joueur               | Naiss. | Poste   | Taille | Poids |
| -- | -------------------- | ------ | ------- | ------ | ----- |
| 1  | Pascal Boudsocq      | 1970   | Gardien | 1,91 m | 90 kg |
| 12 | Francis Franck       | 1970   | Gardien | 1,92 m | 83 kg |
| 3  | Attila Borsos        | 1966   | Arrière | 1,85 m | 82 kg |
| 4  | Olivier Mantes       | 1970   | Arrière | 1,95 m | 93 kg |
| 5  | Cyril Charlot        | 1968   | Arrière | 1,90 m | 83 kg |
| 8  | Hubert Droy          | 1969   | Pivot   | 1,80 m | 85 kg |
| 9  | Olivier Ouakil       | 1963   | Ailier  | 1,75 m | 75 kg |
| 10 | Christophe Lubery    | 1971   | Pivot   | 1,80 m | 80 kg |
| 11 | Sándor Győrffy (en)  | 1966   | Arrière | 1,86 m | 90 kg |
| 13 | Philippe Longerinas  | 1970   | Ailier  | 1,88 m | 80 kg |
| 7  | Daniel Nickels       | ?      | Ailier  | ?0 m   | ? kg  |
| 6  | Philippe Lepoittevin | ?      | Arrière | ?0 m   | ? kg  |

- Entraineur : Jean-Charles Janin
- Départs : Jean-Michel Escudero (arrêt), Fabrice Desbrueres (Saint-Ouen l'Aumône), Bruno Basneville (Villeurbanne HC), Laurent Hanot (CSM Epinay), Marc Dumont (CSM Epinay), Hugues Leroux (arrêt), Emmanuel Bellanger.
- Arrivées : Pascal Boudsocq (PSG-Asnières), Sándor Győrffy (Electromos Budapest), Philippe Longerinas (US Créteil), Olivier Ouakil (Real Villepinte).

## SC Sélestat
| no | Joueur                 | Naiss. | Poste    | Taille | Poids  |
| -- | ---------------------- | ------ | -------- | ------ | ------ |
| 1  | Bertrand Hoffer        | 1968   | Gardien  | 1,92 m | 92 kg  |
| 2  | Stéphane Schmitt       | 1970   | Pivot    | 1,91 m | 92 kg  |
| 3  | Jean-Michel Bertrand   | 1963   | Arrière  | 1,85 m | 90 kg  |
| 15 | Marc Faveeuw           | 1967   | Ailier   | 1,87 m | 81 kg  |
| 5  | Martial Barassi        | 1967   | Ailier   | 1,84 m | 90 kg  |
| 6  | François Berthier      | 1965   | Pivot    | 1,81 m | 85 kg  |
| 7  | Vincent Bleger         | 1966   | D-Centre | 1,83 m | 78 kg  |
| 8  | Jean-François Schwartz | 1971   | Arrière  | 1,90 m | 96 kg  |
| 9  | Olivier Engel          | 1972   | Arrière  | 1,90 m | 89 kg  |
| 10 | Franck Voné            | 1965   | Arrière  | 1,98 m | 132 kg |
| 11 | Bruno Kempf            | 1966   | D-Centre | 1,81 m | 81 kg  |
| 12 | Jérôme Boissonnet      | 1970   | Gardien  | 1,87 m | 82 kg  |
| 13 | Didier Stachnick       | 1970   | Ailier   | 1,79 m | 79 kg  |
| 14 | Tom Camara             | 1972   | Ailier   | 1,82 m | 83 kg  |
| 4  | Daniel Kuhn            | 1974   | Arrière  | 1,90 m | 85 kg  |

- Entraineurs : Philippe Carrara, Philippe Klein.
- Départs : Marc Loerer (RC Strasbourg), Christophe Vichot (ES Besançon), Daniel Winigrodzki (Marmoutier).
- Arrivées : Marc Faveeuw (Colmar HBC), Stéphane Schmidt (RC Strasbourg), Vincent Bleger (RC Strasbourg).

## RC Strasbourg
| no | Joueur           | Naiss. | Poste       | Taille | Poids |
| -- | ---------------- | ------ | ----------- | ------ | ----- |
| 1  | Jean-Luc Kieffer | 1969   | Gardien     | 1,96 m | 90 kg |
| 2  | Marc Loehrer     | 1970   | D-Centre    | 1,86 m | 87 kg |
| 3  | Laurent Roth     | 1970   | Pivot       | 1,84 m | 87 kg |
| 4  | Eddy Gateau      | 1969   | Arrière D   | 1,92 m | 86 kg |
| 17 | Rudi Prisăcaru   | 1970   | Arrière D,G | 1,92 m | 88 kg |
| 7  | Allan Durban     | 1970   | Arrière G   | 1,92 m | 86 kg |
| 8  | Cheikh Seck      | 1961   | D-Centre    | 1,84 m | 80 kg |
| 9  | Yohann Lhou Moha | 1967   | Ailier D    | 1,83 m | 82 kg |
| 10 | José Barreira    | 1968   | D-Centre    | 1,75 m | 78 kg |
| 11 | Douta Seck       | 1963   | Arrière D   | 1,88 m | 76 kg |
| 12 | Marc Weiss       | 1970   | Gardien     | 1,92 m | 90 kg |
| 14 | Gilles Arnold    | 1971   | Ailier G    | 1,80 m | 71 kg |
| 6  | Michel Hamm      | 1965   | Pivot       | 1,88 m | 89 kg |
| 5  | Stéphane Speich  | 1972   | Arrière G   | 1,92 m | 89 kg |

- Entraineurs : Radu Voina, Gérard Rabouil.
- Départs : Vincent Bleger (SC Sélestat), Jean-Pierre Martinis (Allemagne), Stéphane Schmidt (SC Sélestat), Christian M'Tima (Saint Denis - Réunion).
- Arrivées : Eddy Gateau (HBC Du Hainaut), Marc Loehrer (SC Sélestat), Laurent Roth (Mulhouse SA), Marc Weiss (HBC La Famille), Rudi Prisăcaru (Dinamo Bucarest).

## HB Vénissieux Rhône Alpes
| no | Joueur             | Naiss. | Poste       | Taille | Poids |
| -- | ------------------ | ------ | ----------- | ------ | ----- |
| 16 | Mathieu Tijardovic | 1967   | Gardien     | ?0 m   | ? kg  |
| 4  | Armel Merlaud      | 1971   | Pivot       | 1,95 m | ? kg  |
| 5  | Éric Amalou        | 1968   | Ailier G    | 1,87 m | ? kg  |
| 6  | Mirza Šarić        | 1974   | Arrière D   | 1,92 m | ? kg  |
| 8  | Zlatko Portner     | 1962   | Demi-Centre | 1,90 m | ? kg  |
| 13 | Éric Bernard       | 1973   | Ailier D    | 1,82 m | ? kg  |
| 14 | Christophe Perli   | 1965   | Arrière G   | 1,85 m | ? kg  |
| 17 | Bruno Girard       | 1971   | Arrière G   | 1,93 m | ? kg  |
| 1  | Nicolas Pavillard  | 1973   | Gardien     | 1,96 m | ? kg  |
| 9  | Mourad Bendris     | 1974   | Arrière G   | 1,88 m | ? kg  |
| 10 | François Woum Woum | 1974   | Ailier G    | 1,87 m | ? kg  |
| 11 | Franck Vanel       | 1974   | Ailier D    | 1,80 m | ? kg  |
| 15 | Stéphane Gomez     | 1974   | Pivot       | 1,88 m | ? kg  |
| 2  | Hervé Robier       | 1975   | Ailier D    | 1,81 m | ? kg  |
| 3  | Ugo Barzasi        | 1976   | Ailier G    | 1,80 m | ? kg  |

- Entraineur : Risto Magdincev.
- Départs : Dejan Lukić (PSG-Asnières), Daniel Bentivoglio (Villefranche-Sur-Saône), Philippe Maurelli (Nice), Gaël Monthurel (USM Gagny 93), Laurent Munier (OM Vitrolles), Philippe Julia, Slimane Ouerghemmi (Villeurbanne HC), Patrick Lepetit (USM Gagny 93), Guéric Kervadec (USAM Nîmes 30)
- Arrivées : Bruno Girard (AS Caluire), Mourad Bendris (Villeurbanne HC), Christophe Perli (Villeurbanne HC), Mathieu Tijardovic (Villeurbanne HC), Mirza Šarić (Croatie).

## Villeurbanne Handball Club
| no | Joueur                   | Naiss. | Poste     | Taille | Poids  |
| -- | ------------------------ | ------ | --------- | ------ | ------ |
| 1  | Pierre Romero            | 1966   | Gardien   | 1,90 m | 108 kg |
| 2  | Emmanuel Isoton          | 1970   | Gardien   | 1,78 m | 75 kg  |
| 3  | Henri Taï                | 1968   | Ailier G  | 1,73 m | 67 kg  |
| 5  | Nicolas Cochery          | 1964   | Arrière G | 1,90 m | 92 kg  |
| 6  | Slimane Ouerghemmi       | 1967   | Arrière G | 1,90 m | 84 kg  |
| 7  | Tomislav Križanović      | 1958   | Arrière G | 1,85 m | 83 kg  |
| 8  | Jean-François Villeminot | 1963   | Ailier G  | 1,81 m | 73 kg  |
| 9  | Bruno Rajaona            | 1966   | Pivot     | 1,75 m | 84 kg  |
| 10 | Ion Mocanu               | 1962   | Pivot     | 1,95 m | 100 kg |
| 12 | Yérime Sylla             | 1969   | Arrière D | 1,90 m | 83 kg  |
| 13 | Bruno Basneville         | 1968   | Ailier D  | 1,68 m | 71 kg  |
| 14 | Zoran Calić              | 1961   | Arrière D | 1,92 m | 94 kg  |
| 4  | Christophe Marais        | 1974   | Ailier G  | 1,78 m | 75 kg  |
| 11 | Vincent Marchand         | 1974   | Arrière D | 1,75 m | 80 kg  |

- Entraineur : Yvan Bonnefond.
- Départs : Jean-Louis Appourchaux (Saint Priest), Jocelin Richoux (Saint Priest), Christophe Perli (HB Vénissieux Rhône Alpes), Laurent Brisson (Saint Priest), Mathieu Tijardovic (HB Vénissieux Rhône Alpes), Mourad Bendris (HB Vénissieux Rhône Alpes).
- Arrivées : Bruno Basneville (Saint-Brice Val-d'Oise 95), Tomislav Križanović (US Ivry), Ion Mocanu (PSG-Asnières), Slimane Ouerghemmi (HB Vénissieux Rhône Alpes).

## OM Vitrolles
| no | Joueur               | Naiss. | Poste    | Taille | Poids |
| -- | -------------------- | ------ | -------- | ------ | ----- |
| 1  | Bruno Martini        | 1970   | Gardien  | 1,97 m | 96 kg |
| 12 | Zoran Đorđić         | 1966   | Gardien  | 1,85 m | 90 kg |
| 2  | Jean-Jacques Cochard | 1968   | Ailier   | 1,84 m | 82 kg |
| 4  | Pascal Jacques       | 1967   | Arrière  | 1,92 m | 89 kg |
| 5  | Frédéric Volle       | 1966   | Arrière  | 1,96 m | 98 kg |
| 9  | Slobodan Kuzmanovski | 1962   | Arrière  | 1,98 m | 98 kg |
| 10 | Laurent Munier       | 1966   | Arrière  | 1,90 m | 96 kg |
| 11 | Éric Quintin         | 1967   | Ailier   | 1,83 m | 73 kg |
| 13 | Philippe Gardent     | 1964   | Pivot    | 1,80 m | 97 kg |
| 14 | Thierry Perreux      | 1963   | Ailier   | 1,76 m | 80 kg |
| 15 | Hassen Bouaouli      | 1963   | Pivot    | 1,86 m | 92 kg |
| 18 | Jackson Richardson   | 1969   | D-Centre | 1,85 m | 80 kg |
| ?  | Lionel Balaguer      | 1974   | Arrière  | 1,92 m | 90 kg |
| ?  | Olivier Deltell      | 1974   | Pivot    | 1,80 m | 78 kg |

- Entraineurs : Mile Isaković, Đorđe Lekić.
- Départs : Mirko Bašić (arrêt), Olivier Maurelli (Girondins de Bordeaux), Lionel Geoffroy (USM Gagny 93), Rémy Stambouliyan (Istres Sports).
- Arrivées : Zoran Đorđić (Partizan Belgrade), Laurent Munier (HB Vénissieux Rhône Alpes).